# میکینگ فیندز (مجموعه تلویزیونی)
میکینگ فیندز (به انگلیسی: Making Fiends) مینی‌سریال انیمیشنی آمریکایی می‌باشد که بر پایهٔ سریال اینترنتی به همین نام ساخته شده‌است، و از ۴ اکتبر تا ۱ نوامبر سال ۲۰۰۸ در نیکتونز پخش می‌شد.